# Giovan Tommaso Malvito

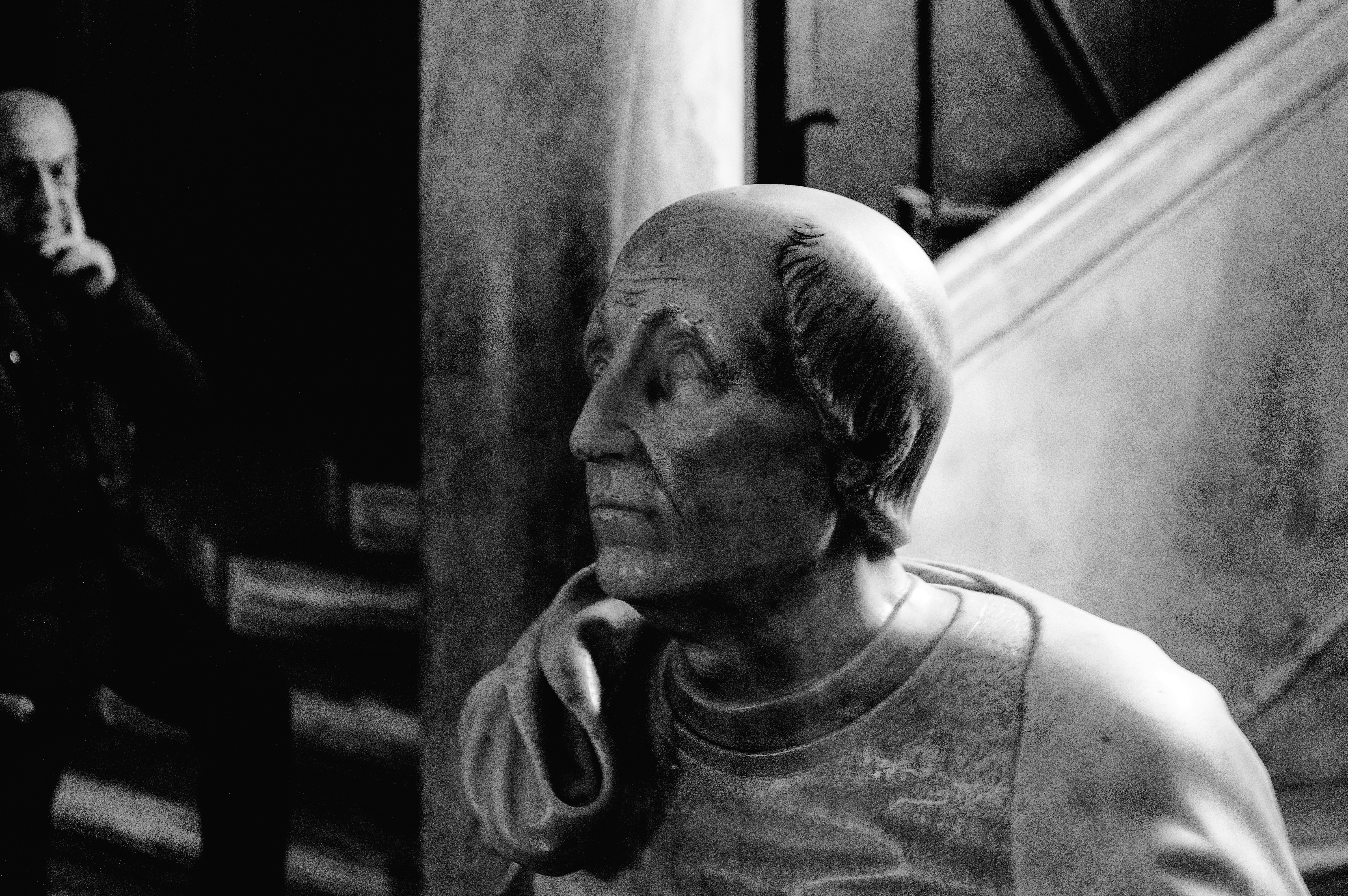
Primo piano di Oliviero Carafa nella Cappella del Succorpo

Giovan Tommaso Malvito (fl. XVI secolo) è stato uno scultore italiano, esponente della scuola napoletana pur essendo di origine comasca.

## Biografia e opere
Luoghi e date della sua nascita e morte sono sconosciute. Certamente però iniziò la propria attività a Napoli nella bottega del padre, Tommaso Malvito; con lui partecipò alla realizzazione del Monumento sepolcrale per Francesco Carafa (1487), in cui gli viene attribuita la statua di San Pietro.
Aiutò poi il padre nella realizzazione del Succorpo di San Gennaro, conosciuto anche come Cappella Carafa.

La Cappella del Succorpo di San Gennaro fu ordinata dal Cardinale Oliviero Carafa nel 1497 per accogliere le spoglie del Santo (traslate dal Santuario di Montevergine nel 1490 per volontà dell'Arcivescovo Alessandro Carafa, fratello di Oliviero) e fu terminata nel 1508. In particolare G.T. Malvito collaborò con il padre, architetto e direttore nella costruzione del complesso, nell'esecuzione delle sculture marmoree. 
In questa occasione assume un ruolo di primo piano nella bottega, tanto che nel 1506 la rappresentò per la prima volta nella stipulazione presso il notaio Nicola Ambrogio Casanova di un contratto con il nobile Giovanni Miroballo per una sua cappella nella Chiesa di San Francesco a Castellammare di Stabia, a cui poi lavorò anche lo stesso Giovan Tommaso.
Nella bottega paterna entrò in contatto con numerosi artisti, fra cui Giovanni da Nola, con cui strinse un legame di amicizia e con cui ebbe una certa contiguità artistica. Secondo alcuni critici, nel 1514 avrebbero realizzato insieme il monumento funebre di Galeazzo Pandone, nella Chiesa di San Domenico Maggiore, ma l'attribuzione è incerta ed esistono numerose ipotesi al riguardo.
Il 16 febbraio 1516 muore Giovannello de Cuncto, segretario dei reali aragonesi che a quel tempo governavano Napoli, lasciando 1300 ducati per l'erezione di una cappella nella chiesa di Santa Maria delle Grazie a Caponapoli, in cui sistemare il proprio sepolcro e quello della moglie, Lucrezia Filangieri de Candida. G.T. Malvito venne quindi incaricato della costruzione della cappella, del sepolcro e dell'altare, in cui andava esposto un bassorilievo raffigurante una Madonna delle Grazie adorata dagli angeli e con le anime del Purgatorio. Lo scultore napoletano realizza in marmo l'opera commissionata, prendendo a modello la cappella Caracciolo di Vico, della chiesa di San Giovanni a Carbonara. Mostra in questa occasione di rielaborare modelli del classicismo come Antonio Rossellino e Benedetto da Maiano.
Risale al 1520 quella che è probabilmente la sua opera più importante: la tomba di Giovan Jacopo Tocco, nel Duomo di Napoli.